# المرن (إقليم فرنسي)

موقع اقليم المرن

المَرْن أو المارِن (نقحرة: المارْن) (بالفرنسية:Marne) هو إقليم فرنسي، يقع في شمال شرق فرنسا، وبه 613 بلدية، سمي باسم المرن نسبة لنهر المَرن الذي يتدفق في الإقليم، تعتبر مدينة شالونس شامبان (بالفرنسية:Châlons-en-Champagne).
- رانس
- شامپان - أردان

## تاريخ الإقليم
إقليم المرن هو واحد من الأقاليم الـ 83 التي تتشكل منها فرنسا، والتي أنشئت خلال الثورة الفرنسية يوم 4 مارس 1790، أنشئت من جزء من منطقة شامبان، ويحتوي الإقليم مركز لتدريب القوات الفرنسية يسمى ميليتاي دي ميلي (بالفرنسية:Militaire de Mailly).

## جغرافية الإقليم
إقليم المرن هو جزء من منطقة شامبان-اردين، ويحيط بها كل من الأقاليم التالية: آردن (بالفرنسية:Ardennes)، ميز (بالفرنسية:Meuse)، هوت مارن (بالفرنسية:Haute-Marne)، أوب (بالفرنسية:Aube)، سين مارن (بالفرنسية:Seine-et-Marne)، أيسن (بالفرنسية:Aisne).
جيولوجيا فإن إقليم المرن ينقسم إلى قسمين:
- السهل الطباشيري العلوي في الشرق.
- التلال وغابات الأشجار في الغرب.

## سكان الإقليم
ويطلق على سكان إقليم المرن اسم مارنايز (بالفرنسية:Marnais).

## السياحة في الإقليم
تعد مدينة رانس(هكذا تلفظ بالفرنسية)، وكاتدرائية نوتردام رانس، بالإضافة إلى كهوف الشمبانيا أهم نقاط الجذب السياحي الرئيسية، وهناك فروع أخرى للسياحة في الإقليم مثل بحيرة دير شلنتيكوغ (بالفرنسية: Lake Der-Chantecoq)

## معرض صور

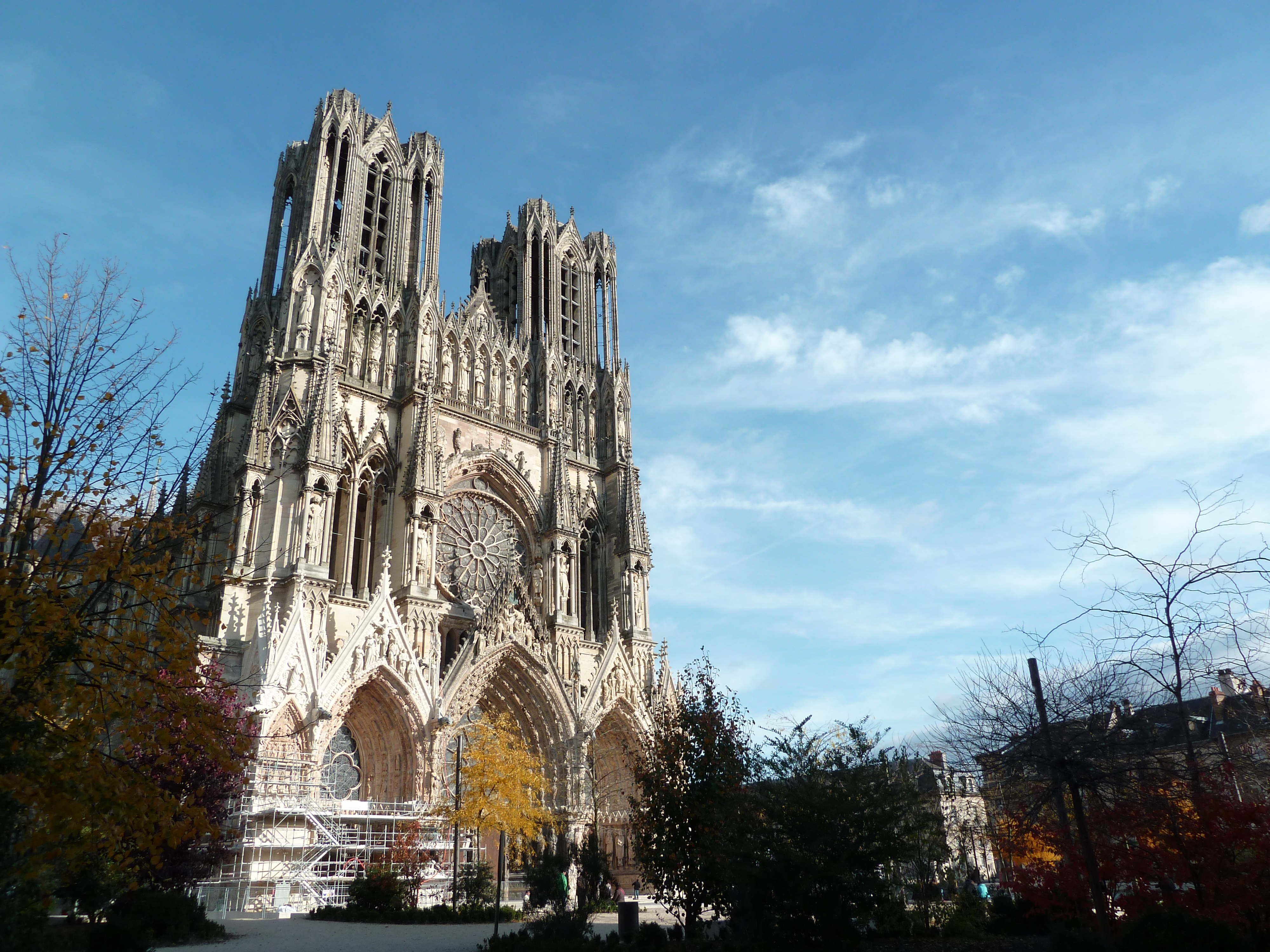
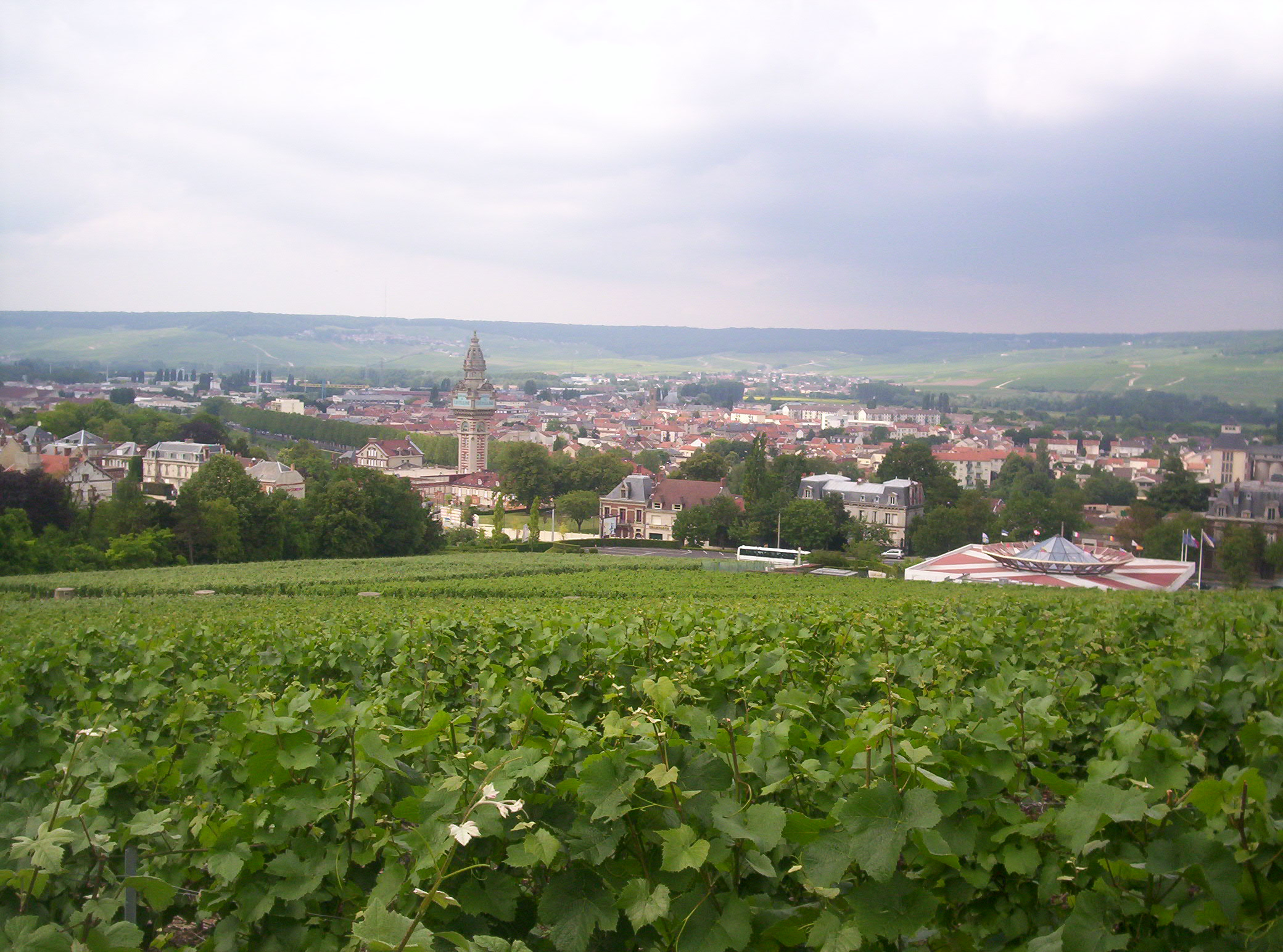
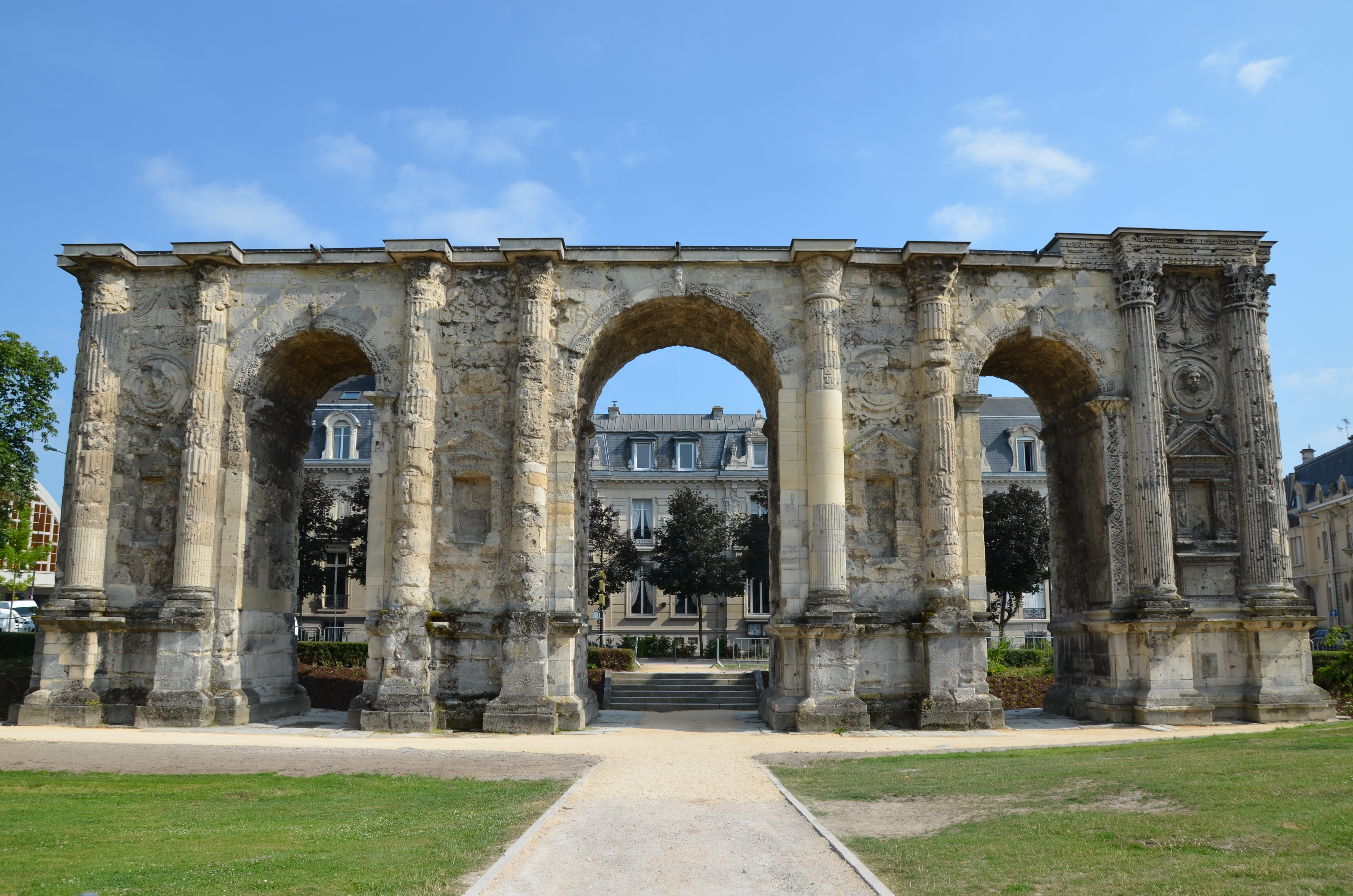
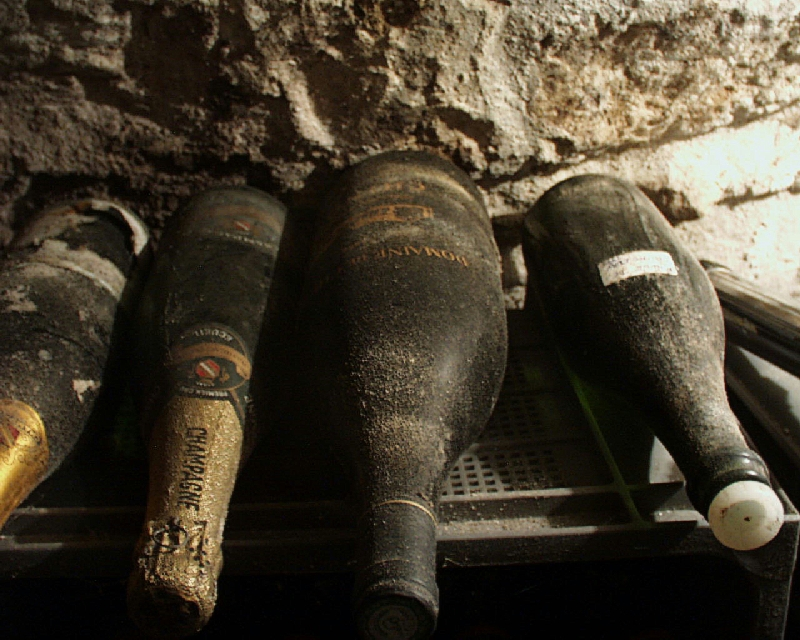
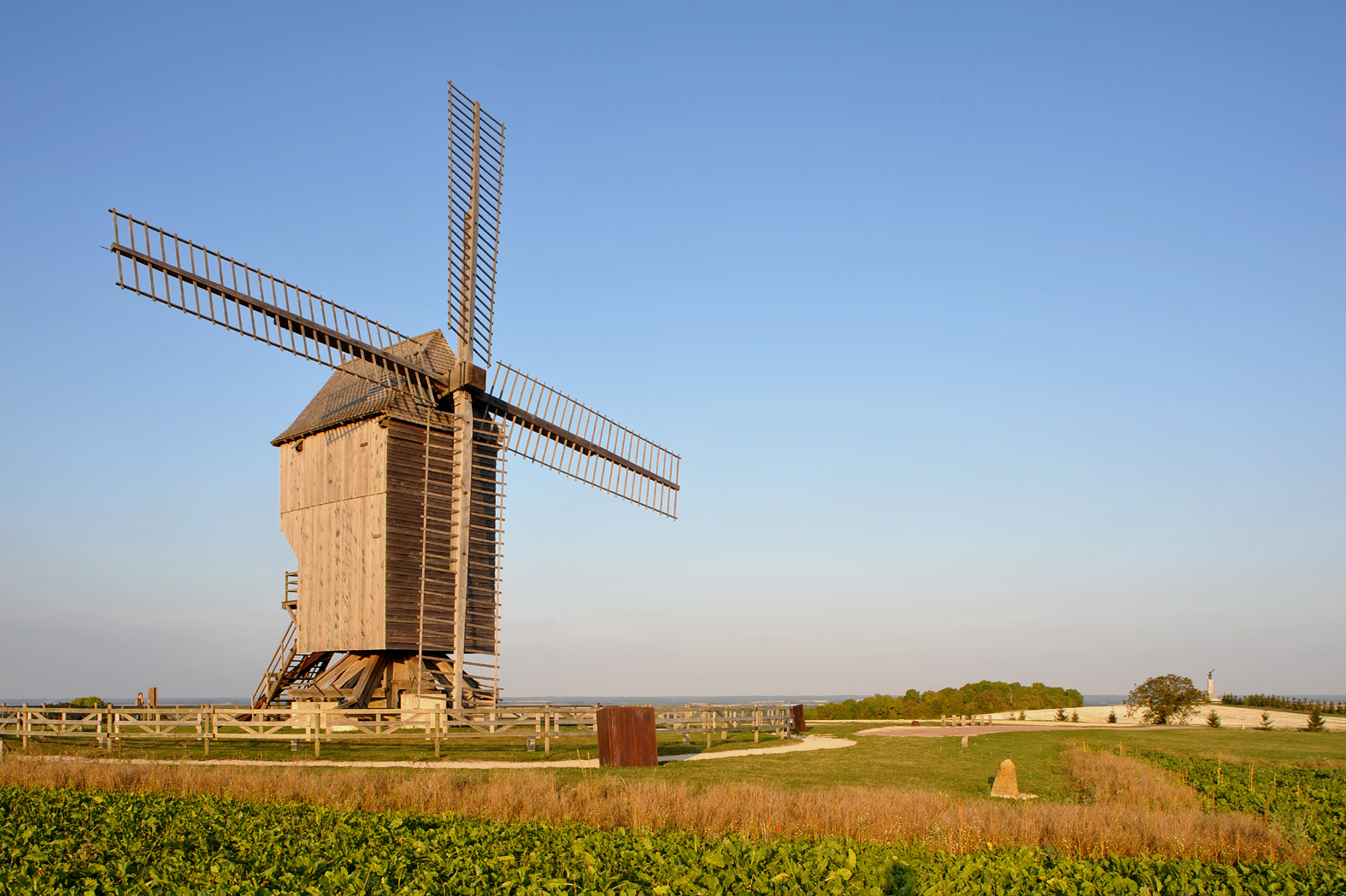
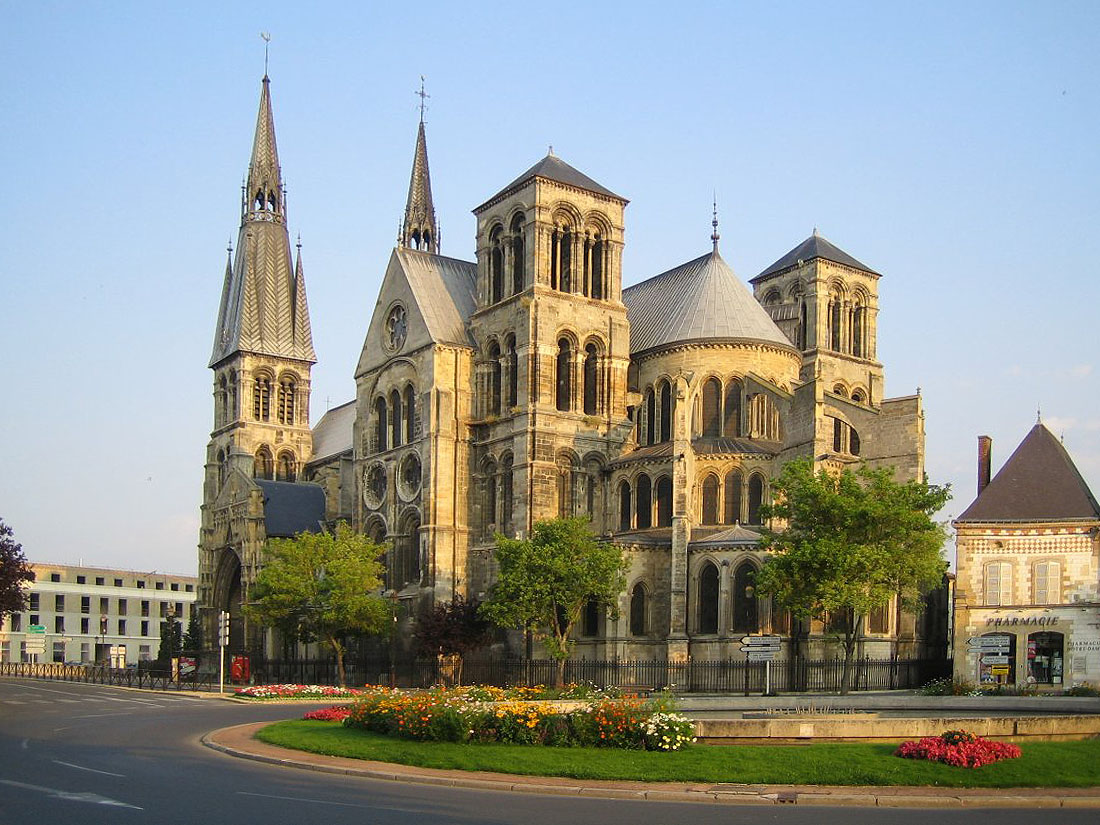

## أعلام
- أوقست ماكي
- ثيودوريك الأول